# Vadásznyelv
A vadásznyelv a szakmai kifejezéseknek az az együttese és értelmezése, amit a vadászok, illetve a vadászattal és vadgazdálkodással foglalkozók egymás között használnak és rendszerint azonosan értelmeznek. A vadászati szaknyelv hosszú fejlődés eredménye és számos tekintetben a kívülállók számára akár érthetetlen is lehet.
A mai magyar vadásznyelv kialakulása a XIX. században vette kezdetét, és a magyarosítás a XIX. és XX. század folyamán sokat változtatott, fejlesztett a szaknyelven. A magyar vadásznyelv fejlődésére nagy hatása volt a német vadászati szaknyelvnek és kultúrának, mivel kezdetben a vadászati oktatás nyelve a német volt, a nagybirtokokon és a korona uradalmakban elterjedt volt a német vagy cseh szakszemélyzet alkalmazása. A mai vadásznyelvben is megtalálható számos német szó (pl. az első agancsát viselő szarvasbika a spíszer), illetve a német megfelelők tükörfordításai. Így például egyaránt használatos a dámvad (Damwild) és a dámszarvas név, miközben a gímszarvast nem nevezik rőtvadnak (Rotwild). A vadásznyelv számos kifejezése feledésbe merült (pl. rókamál), tükrözte a korszellemet (a vadászat, mint a vad letermelése) vagy szerencsétlen volta ellenére is használják (a trófeás vad selejtezése).
A magyar vadászati nyelv fejlődésében jelentős szerepe volt Vajda Jánosnak, akinek A vadászat mestere című, számos kiadást megélt műve Cserszilvásy Ákos álnéven először 1859-ben jelent meg. A vadásznyelv fejlődésére különösen nagy hatása volt például Fekete István vagy Bársony István műveinek.
A magyar vadásznyelv értelmező szótáraként alapmű Eördögh Tibor munkája, a népies vadászati nyelvet Szilágyi Miklós lexikona dolgozza fel. A kultúrtörténeti összefüggéseket A magyar vadászirodalom képeskönyve foglalja össze.